# Церковь Святого Власия (Загреб)
Церковь Святого Власия (хорв. Crkva Svetog Blaža) — римско-католический храм в Загребе.

## История
Идея строительства церкви принадлежит священнику Эдуарду Сухину. В начале XX века был объявлени конкурс на лучший архитектурный проект новой церкви, и лучшей была признана работа Виктора Ковачича. Источником вдохновения для архитектора послужили раннехристианские постройки в Равенне. Строительство началось в 1912 году и было завершено в 1915 году.

## Архитектура и интерьер
В основании храм имеет форму равноконечного греческого креста и увенчан железобетонным куполом около 18 метров в диаметре. В 1932 году был создан мраморный алтарь. Над алтарём возвышается балдахин на четырёх столбах, украшенных рельефами и заканчивающихся надстройками в виде пирамид. На балдахине вырезаны изображения хорватских святых, а на арках — слова из Книги пророка Малахии: «Ибо от востока солнца до запада велико будет имя Мое между народами, и на всяком месте будут приносить фимиам имени Моему».
Внутри храма находится часовня, посвящённая святой Терезе Младенца Иисуса, где хранится алтарный образ авторства Мирко Рачки.
На внутренней части купола находится мозаика, изображающая Святого Духа в виде голубя. Боковые алтари посвящены Богоматери и Святейшему Сердцу Иисуса. В притворе находится мраморный рельеф авторства Иво Кердича, изображающий святого Антония Падуанского.
В храме также находится вертеп «Хорватское Рождество», сделанный в 1916 году Войтой Бранишем и отреставрированный в 1969 году. Персонажи одеты в хорватские национальные костюмы. Вертеп хранится в большом деревянном шкафу, закрытом в течение всего года, кроме Рождественского времени.
Орган церкви Святого Власия, изготовленный в 1911 году, имеет один мануал и педаль с 11 регистрами. Полная реставрация органа была проведена в 2003 году.
С 17 июня 2017 года в церкви также есть музейное пространство.

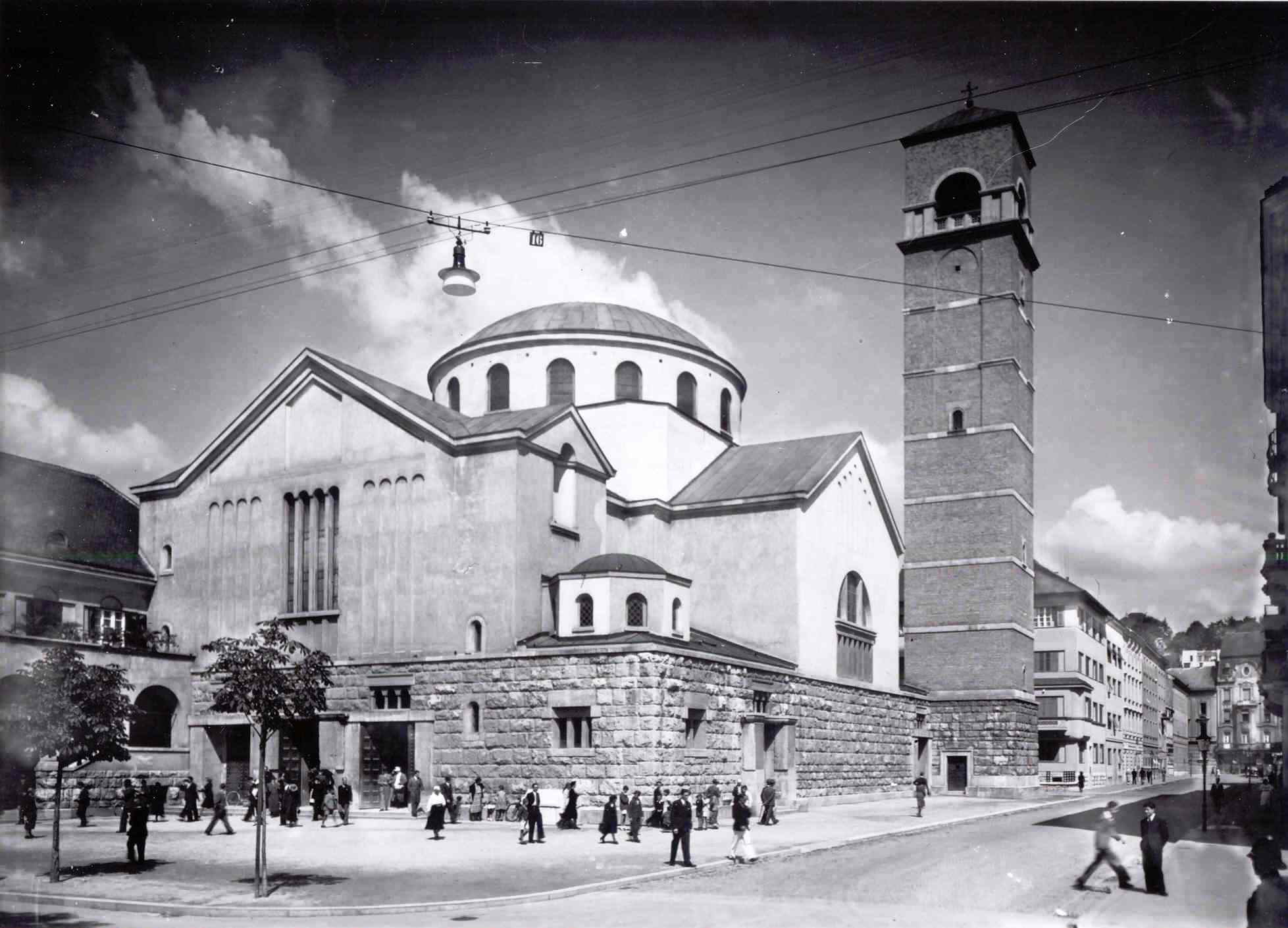
Церковь Святого Власия. Фотография 1930-х гг.